# Награда „Арка”
Књижевна награда „Арка” је међународног карактера. Додељује је Издавачка кућа „Арка”, за најбољу књигу домаћег и страног аутора објављену на српском језику у току једне календарске године. Додељује се од 2003. године.
Одлуку о награди доноси жири састављен од еминентних познаваоца домаће и стране књижевности из Србије и иностранства. Услов да неко из иностранства буде члан жирија је да изванредно познаје српски језик и да се бави превођењем или тумачењем српске књижевности. У раду досадашњих жирија учествовали су: акад. Думитру М. Јон из Румуније, акад. Иван Чарота из Белорусије, акад. Санде Стојчевски из Македоније, акад. Ристо Василевски из Србије, акад. Елка Њаголова из Бугарске, др Мићо Цвијетић из Србије, акад. Ранко Рисојевић и Ранко Павловић из БиХ (Република Српска), Јован Стрезовски и Јовица Тасески Етернијан из Македоније, Виктор Б. Шећеровски из Србије.

## Добитници награде

### 2003
- акад. Гане Тодоровски, Македонија, за избор поезије „Монолог изгубљеног“;
- Милорад Р. Блечић, Србија, за роман „Велики ђаво из Мрчајног дола“.

### 2004
- Еуген Урикару, Румунија, за роман „Антонија“ ;
- Ранко Крстајић, Србија, за роман „Случката на господинот Асимов“.

### 2005
- акад. Петре М. Андреевски, Македонија, за роман „Последњи сељани“;
- акад. Томаж Шаламун, Словенија, за књигу „Амбер“;
- Миљурко Вукадиновић, Србија/Румунија, за књигу „Америка је нео/брађен виноград“.

### 2006
- акад. Миодраг Павловић, Србија, за књигу „Живот у јарузи“;
- акад. Љубомир Левчев, Бугарска, за избор поезије „Семантичко семење“.

### 2007
- акад. Николај Петев, Бугарска, за књигу „Светионик и његов чувар“;
- Мићо Цвијетић, Србија, за књигу „Божје семе“ / „Господово семе“;
- Добривоје Бошковић, Немачка, за роман „Valsottino Imperial“.

### 2008
- акад. Ранко Рисојевић, БиХ - Република Српска, за избор „Изабране и нове пјесме“.

### 2009
- акад. Влада Урошевић, Македонија, за приповедно-есејистичку књигу „Париске свеске“;
- Радомир Андрић, Србија, за избор „Покретно огледало“ / „Подвижно огледало“.

### 2010
- Георге Шварц (Gheorghe Schwartz), Румунија, за роман „Болница“ („Spitalul”);
- акад. Адам Пуслојић, Србија, за избор „Зидање источног плача“ / „Ѕидање на источниот плач“.

### 2011
- акад. Санде Стојчевски, Македонија, за поему „(З)аум”;
- Никола Цинцар Попоски, Србија, за књигу „Топот ата”.

### 2012
- Стеван Тонтић, Босна и Херцеговина, за избор поезије „Вјерна звијезда” („Верната ѕвезда”);
- акад. Срба Игњатовић, Србија, за избор „Мала јутарња алхемија” („Мала утринска алхемија”).

### 2013
- акад. Јордан Плевнеш, Македонија, за роман „Осмо светско чудо”;
- Душко Новаковић, Србија, за избор „Кратке песме и једна подужа о презиру” („Куси песни и една подолга за презирот”);
- Божидар Младеновић, за књигу приповедака „Рођака ветрове деце и друге приче”.

### 2014
- Стефан Сенар, Француска, за роман „Тајни ферман“;[1]
- Јован Зивлак, Србија, за избор поезије „Зимски извештај”.

### 2015
- акад. Раде Сиљан, Македонија, за изабране и нове песме „Огледало  векова“ / „Огледало на вековите“ и
- Лаза Лазић, Србија, за спев „Клинасто писмо”.

### 2016
- акад. Матија Бећковић, Србија, за изабране и нове песме „Огледало“ и
- акад. Јон Деаконеску (Ion Deaconscu), Румунија, за књигу „Последње крило”.

### 2017
- акад. Љубомир Симовић, Србија, за изабране и нове песме на српском и македонском језику „Планета Дунав” („Планетата Дунав”) и
- акад. Божин Павловски, Аустралија, за роман „Америка, Америка”.[2]

### 2018
- Иван Добник, Словенија, за књигу „Болска”.

### 2019
- Мирослав Тодорорвић, Србија, за изабране и нове песме „Тамно и дубоко” („Темно и длабоко”) и
- Радомир Уљаревић, Црна Гора, за изабране и нове песме „Нови часови” („Нови мигови”).

### 2020
- Франсис Комб (Francis Kombes), Француска, за антологијски избор поезије „Земља није округла” („The Earth is Not Round”)

### 2021
- акад. Душан Стојковић, Србија, за есејистичке књиге „Песничка стабла македонске лирике” и „Македопска проза на српском језику”
- акад' Бошко Томашевић, Србија-Аустрија за књигу „Роман о Исаковичу”

2022
Није додељена

### 2023
- Славе Ђорђо Димоски,, Македонија, за избор поезије „Рисови извештаји” („Извештаи на рисот”) и
- Веле Смилевски, Македонија,  за избор поезије „Песма палимпсест” („Песната палимпсест”).

ДОБИТНИЦИ  ПОСЕБНИХ НАГРАДА „АРКА”
- акад. Елка Њаголова, Бугарска
- акад. Јон Деаконскеу, Румунија
- акад. Константин Барбу, Румунија
- акад. Сергиј Дзуба и Тетјана Дзуба, Украјина
- Зоран Радисављевић, Србија
- Драган Богутовић, Србија
- „Политика”, Србија
- „Вечерње новости”, Србија
- „Наш глас”, Србија
- „Наше новине”, Србија